# Nervo ciático
O nervo ciático ou nervo isquiático é o principal nervo dos membros inferiores. Ele controla as articulações do quadril, joelho e tornozelo, e também os músculos posteriores da coxa e os músculos da perna. Além disso, o mesmo têm a função de conduzir as sensações das pernas.
O nervo ciático é o mais espesso de todos os nervos do corpo humano – liga o hálux à região lombar –, mas a fama não vem de seu comprimento, e sim da dor causada por ele, a ciatalgia, que atinge cerca de 15% da população e pode causar muito desconforto. Como o ciático é responsável pela inervação dos membros inferiores, a dor pode ocorrer em vários lugares; os mais comuns, no entanto, são a região glútea posterior, o dedão do pé e a face lateral da coxa e da perna.

## Patologia
A dor causada por compressão ou irritação do nervo ciático por causa de um problema nas costas é chamada de ciática. As causas mais comuns de ciática incluem os problemas na região lombar: hérnia de disco/hérnia discal, doença discal degenerativa, estenose espinhal e espondilolistese.

## Imagens adicionais

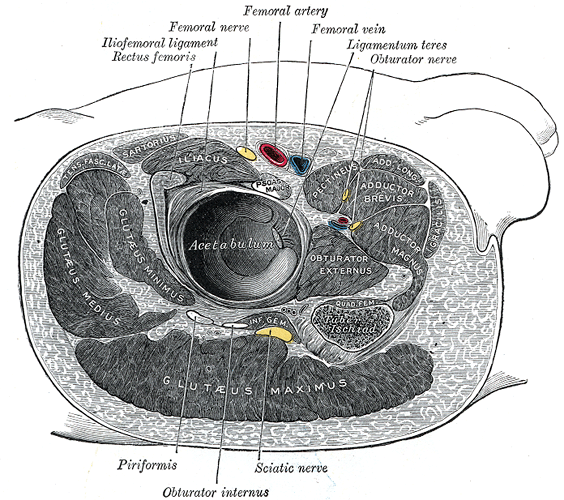
Estruturas envolvendo a articulação do quadril direito.
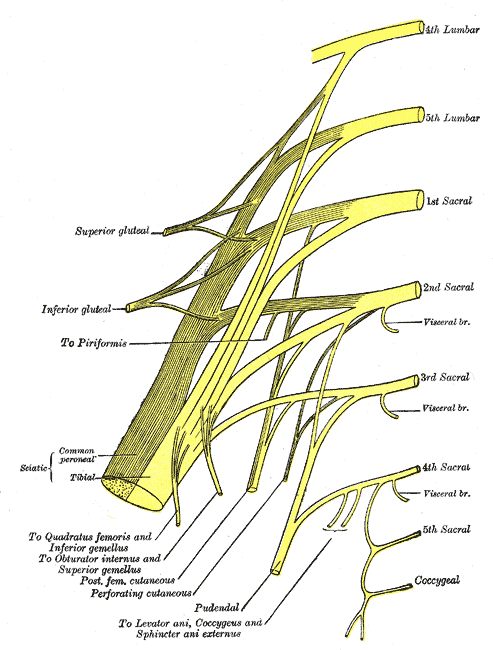
Plano dos plexos sacral e pudendo.
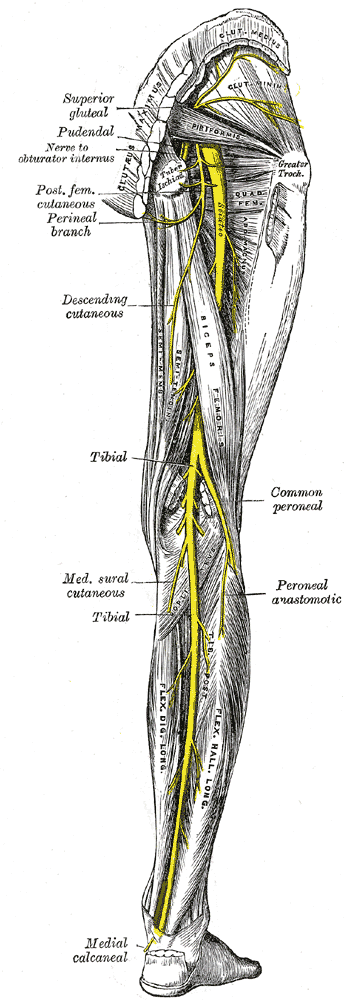
Nervos da extremidade inferior direita. Vista posterior.